# Vielleségure
Vielleségure település Franciaországban, Pyrénées-Atlantiques megyében. Lakosainak száma 381 fő (2022. január 1.). Vielleségure Bastanès, Bugnein, Lagor, Lucq-de-Béarn, Méritein, Navarrenx, Ogenne-Camptort és Sauvelade községekkel határos.

## Népesség
A település népessége az elmúlt években az alábbi módon változott:
| Lakosok száma | 357  | 363  | 379  | 375  | 377  | 385  | 386  | 387  | 381  |
|               | 2013 | 2015 | 2016 | 2017 | 2018 | 2019 | 2020 | 2021 | 2022 |